# AEGON International 2010
Die AEGON International 2010 waren ein Tennisturnier der WTA Tour 2010 für Damen und ein Tennisturnier der ATP World Tour 2010 für Herren in Eastbourne und fanden zeitgleich vom 13. bis 19. Juni 2010 statt.

## Herrenturnier
Den Einzelwettbewerb konnte der an Position acht gesetzte Michaël Llodra gegen Guillermo García López für sich entscheiden. Im Doppel konnte die Paarung um Mariusz Fyrstenberg und Marcin Matkowski den Titel vom Vorjahr verteidigen.
Für die Qualifikation siehe AEGON International 2010/Herren/Qualifikation

## Damenturnier
Im Einzel gewann die Qualifikantin Jekaterina Makarowa. Den Doppelwettbewerb entschieden Lisa Raymond und Rennae Stubbs im Match-Tie-Break gegen Květa Peschke und Katarina Srebotnik für sich.
Für die Qualifikation siehe AEGON International 2010/Damen/Qualifikation